# Louis Decazes

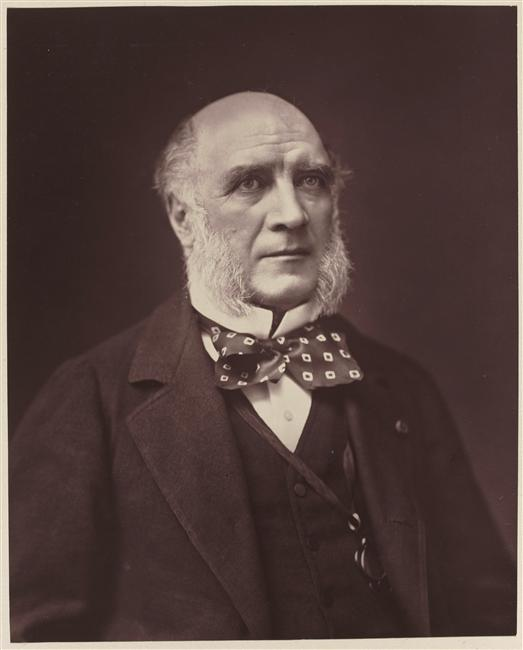
Louis Decazes

Louis Charles Amadie Decazes, född 29 maj 1819, död 16 september 1886, var en fransk politiker.
Under Ludvig Filip I ambassadsekreterare i London samt minister i Madrid och Lissabon. Efter 1848 levde Decazes som privatman men tog verksam del i den orléanistiska oppositionen. Han blev deputerad i nationalförsamlingen 1870, och anslöt sig där till högra centern och bekämpade Adolphe Thiers. Albert de Broglie utnämnde 1873 Decazes till ambassadör i London och anförtrodde honom samma år utrikesministerportföljen, vilken han behöll i fyra år. Han förde en försiktig och fredlig politik och lyckades 1875, då ett nytt krigsutbrott mellan Tyskland och Frankrike befarades, skickligt undvika detta och intressera tsar Alexander II att ingripa till förmån för Frankrike. Härigenom förberedde han den franska folkstämningen för en fransk-rysk allians. 1876 hade han valts till deputerad för Paris och deltog i kuppen 16 maj 1877, han val blev underkänt av kammaren.